# Beauvoir-Wavans
Beauvoir-Wavans és un municipi francès situat al departament del Pas de Calais i a la regió dels Alts de França. L'any 2007 tenia 390 habitants.

## Demografia

### Població
El 2007 la població de fet de Beauvoir-Wavans era de 390 persones. Hi havia 152 famílies de les quals 32 eren unipersonals (28 homes vivint sols i 4 dones vivint soles), 48 parelles sense fills, 56 parelles amb fills i 16 famílies monoparentals amb fills.
La població ha evolucionat segons el següent gràfic:
Habitants censats

### Habitatges
El 2007 hi havia 191 habitatges, 160 eren l'habitatge principal de la família, 19 eren segones residències i 12 estaven desocupats. Tots els 187 habitatges eren cases. Dels 160 habitatges principals, 129 estaven ocupats pels seus propietaris, 27 estaven llogats i ocupats pels llogaters i 4 estaven cedits a títol gratuït; 5 tenien dues cambres, 15 en tenien tres, 35 en tenien quatre i 105 en tenien cinc o més. 116 habitatges disposaven pel capbaix d'una plaça de pàrquing. A 67 habitatges hi havia un automòbil i a 75 n'hi havia dos o més.

### Piràmide de població
La piràmide de població per edats i sexe el 2009 era:
| Homes | Edats   | Dones |
| ----- | ------- | ----- |
| 0     | 95 o +  | 0     |
| 0     | 90 a 94 | 0     |
| 4     | 85 a 89 | 4     |
| 0     | 80 a 84 | 0     |
| 8     | 75 a 79 | 8     |
| 8     | 70 a 74 | 8     |
| 20    | 65 a 69 | 20    |
| 16    | 60 a 64 | 4     |
| 4     | 55 a 59 | 16    |
| 12    | 50 a 54 | 24    |
| 20    | 45 a 49 | 8     |
| 4     | 40 a 44 | 16    |
| 12    | 35 a 39 | 12    |
| 12    | 30 a 34 | 8     |
| 16    | 25 a 29 | 16    |
| 16    | 20 a 24 | 0     |
| 8     | 15 a 19 | 8     |
| 0     | 10 a 14 | 16    |
| 8     | 5 a 9   | 12    |
| 4     | 0 a 4   | 4     |

## Economia
El 2007 la població en edat de treballar era de 245 persones, 175 eren actives i 70 eren inactives. De les 175 persones actives 161 estaven ocupades (103 homes i 58 dones) i 14 estaven aturades (6 homes i 8 dones). De les 70 persones inactives 23 estaven jubilades, 15 estaven estudiant i 32 estaven classificades com a «altres inactius».

### Ingressos
El 2009 a Beauvoir-Wavans hi havia 160 unitats fiscals que integraven 384 persones, la mediana anual d'ingressos fiscals per persona era de 16.196 €.

### Activitats econòmiques
Dels 16 establiments que hi havia el 2007, 8 eren d'empreses de construcció, 2 d'empreses de comerç i reparació d'automòbils, 1 d'una empresa de transport, 1 d'una empresa d'hostatgeria i restauració, 2 d'empreses financeres i 2 d'empreses de serveis.
Dels 6 establiments de servei als particulars que hi havia el 2009, 1 era un paleta, 2 fusteries, 1 lampisteria i 2 electricistes.
Dels 2 establiments comercials que hi havia el 2009, 1 era una botiga de més de 120 m² i 1 una botiga de mobles.
L'any 2000 a Beauvoir-Wavans hi havia 15 explotacions agrícoles.

## Equipaments sanitaris i escolars
El 2009 hi havia 1 escola maternal integrada dins d'un grup escolar amb les comunes properes formant una escola dispersa i 1 escola elemental integrada dins d'un grup escolar amb les comunes properes formant una escola dispersa.

## Poblacions més properes
El següent diagrama mostra les poblacions més properes.